# Sadaclia, Basarabeasca
Sadaclia este un sat din raionul Basarabeasca, Republica Moldova. Distanța directă până la Chișinău este de 55km.

## Etimologie
Numele satului provine de la denumirea unui trib tătaro-nogaic sadakly - „cu dangaua arc” (sadak „arc” + sufixul „-li”).

## Istorie

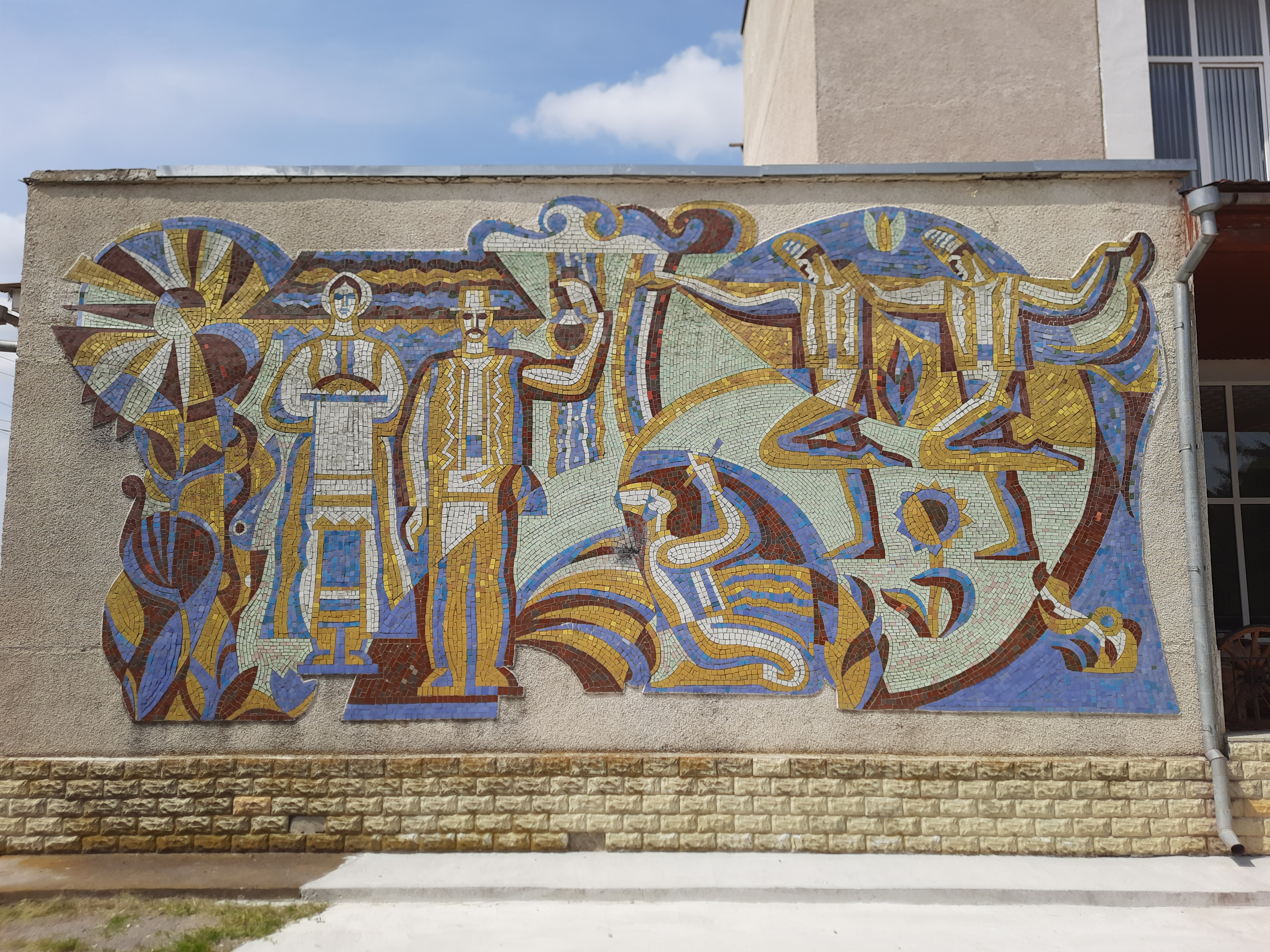
Mozaic pe edificiul Casei de cultură

În Dicționarul geografic al Basarabiei, publica în 1904, Sadaclia (mai demult Sadaclî) era un sat mare situat în județul Bender (astăzi parte a Republicii Moldova), amplasat pe malul stâng al râului Cogâlnic, în valea Cudacului. Satul face parte din fosta voloste Abaclâd–Jaba și a fost întemeiat între anii 1816–1821 pe locul unei vechi așezări tătărăști care purta același nume. După plecarea tătarilor, în sat s-au stabilit 20 de familii de mazili, 4 familii de ruptași și 10 familii de coloniști polonezi, la care s-au adăugat ulterior 29 de familii rutene. În urma anexării Basarabiei de către Imperiul Rus, autoritățile imperiale au distribuit terenuri în zonă: prințul Sibirschi și Eufrosinia Miruzi au primit suprafețe considerabile, în timp ce țăranii coloniști au fost împroprietăriți cu câte 32 hectare fiecare. În anul 1920, existau 64 de familii de coloniști.
Conform datelor din anul 1904, satul număra 272 de case și o populație de aproximativ 2.350 de locuitori. De remarcat este faptul că, deși în localitate exista o școală primară cu predare în limba rusă, nici românii, nici rutenii nu vorbeau această limbă.
Biserica „Nașterea Maicii Domnului” a fost construită din piatră în anul 1855. După o perioadă de degradare, biserica a fost restaurată în 1989, fiind redeschisă și sfințită la data de 29 octombrie 1989. Sărbătoarea hramului are loc la 8 septembrie (stil vechi) și 21 septembrie (stil nou). Primul paroh al bisericii restaurate a fost preotul Valerian Timoftii Jelihovschi, iar diaconul Alexei S. Stoian a fost starostele lucrărilor (decedat la 14 decembrie 2012).
La lucrările de restaurare au participat meșteri locali iscusiți, printre care: M.A. Busuioc, G.V. Prohnițchi, Gheorghe I. Lungu, D.V. Motroi, V.G. Sobaliu, D.I. Spatari și D.G. Jelihovschi, sprijiniți de locuitorii satului, autoritățile locale și gospodăria agricolă.
În anul 1923, satul dispunea de o gospodărie boierească, cooperativă de consum, moară de aburi, școală primară mixtă, biserică ortodoxă, post de jandarmi, oficiu poștal rural și primărie.
Prima mențiune a unui proprietar moldovean localnic este legată de Toader Holban.
O copie a acestor date a fost realizată de profesorul de istorie Ciobanu A.I. în anul 1964.

## Demografie
<div class="transborder" style="position:absolute;width:100px;line-height:0;
Structură etnică
     moldoveni (98,11%)
     ucraineni (0,21%)
     ruși (0,55%)
     găgăuzi (0,09%)
     bulgari (0,11%)
     români (0,52%)
     evrei (0,02%)
     țigani (0,16%)
     alte etnii / nedeclarată (0,23%)
Conform datelor recensământului din 2004, populația satului este de 4.389 locuitori, dintre care 2.191 (49,92%) bărbați și 2.198 (50,08%) femei. Structura etnică a populației în cadrul satului arată astfel:
- moldoveni — 4.306;
- ucraineni — 9;
- ruși — 24;
- găgăuzi — 4;
- bulgari — 5;
- români — 23;
- evrei — 1;
- țigani — 7;
- altele / nedeclarată — 10.

## Administrație și politică
Componența Consiliului local Sadaclia (13 consilieri), ales la 5 noiembrie 2023, este următoarea:
|  | Partid                                        | Consilieri | Componență | Componență | Componență | Componență | Componență | Componență | Componență | Componență | Componență | Componență |
|  | --------------------------------------------- | ---------- | ---------- | ---------- | ---------- | ---------- | ---------- | ---------- | ---------- | ---------- | ---------- | ---------- |
|  | Partidul Acțiune și Solidaritate              | 10         |            |            |            |            |            |            |            |            |            |            |
|  | Candidat independent AURELIU BACIU            | 1          |            |            |            |            |            |            |            |            |            |            |
|  | Platforma Demnitate și Adevăr                 | 1          |            |            |            |            |            |            |            |            |            |            |
|  | Partidul Dezvoltării și Consolidării Moldovei | 1          |            |            |            |            |            |            |            |            |            |            |

## Galerie de imagini

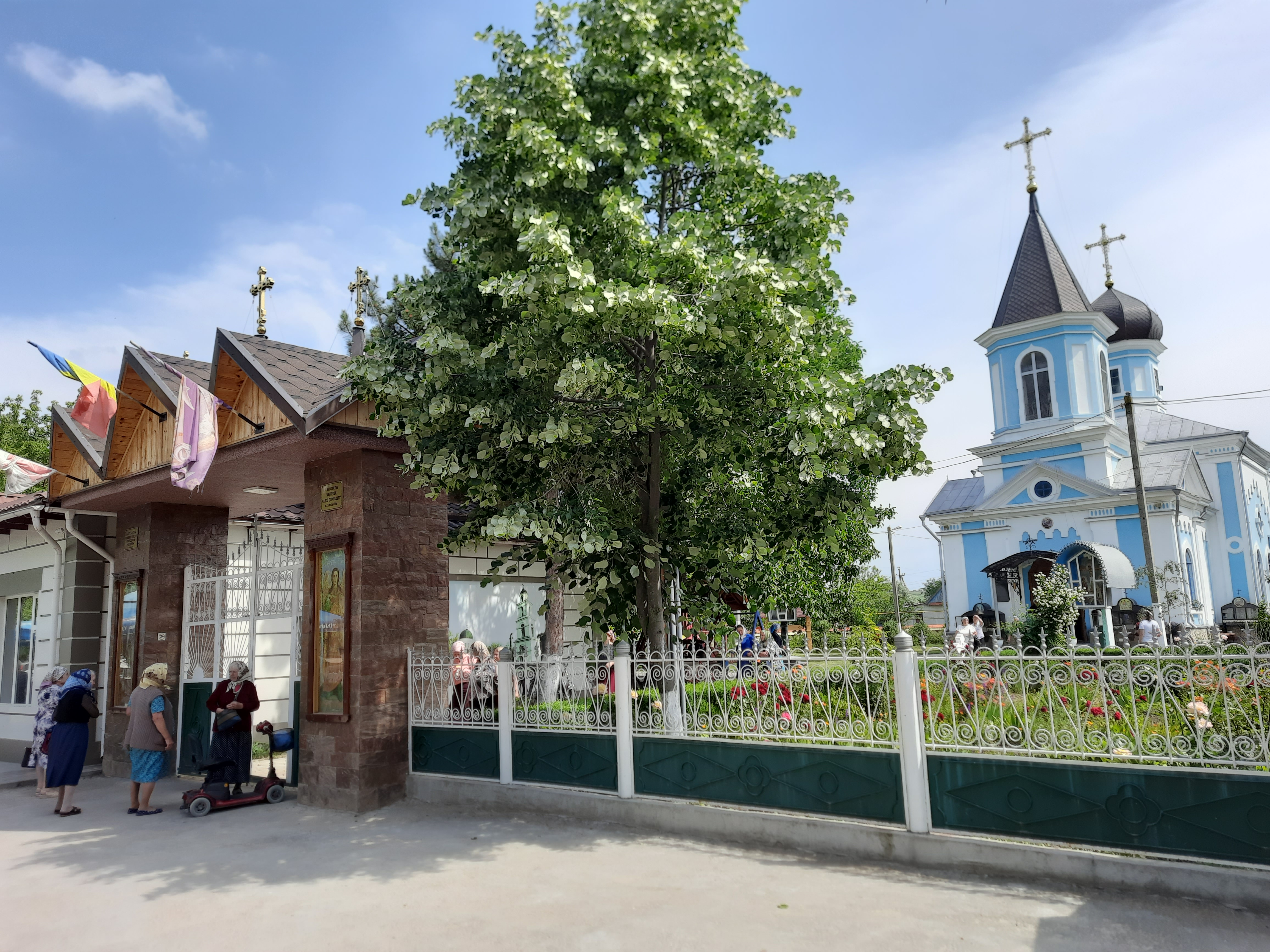
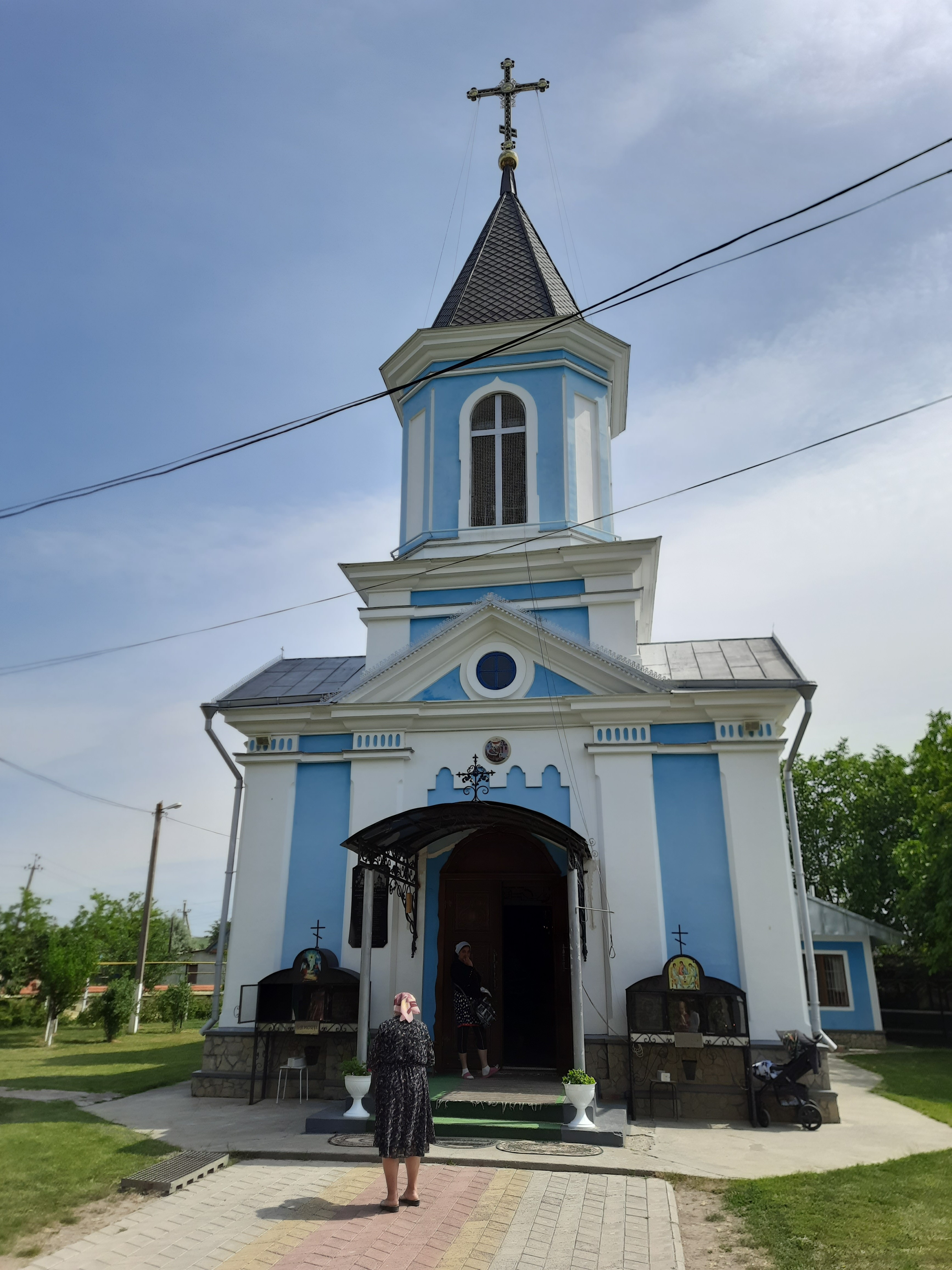
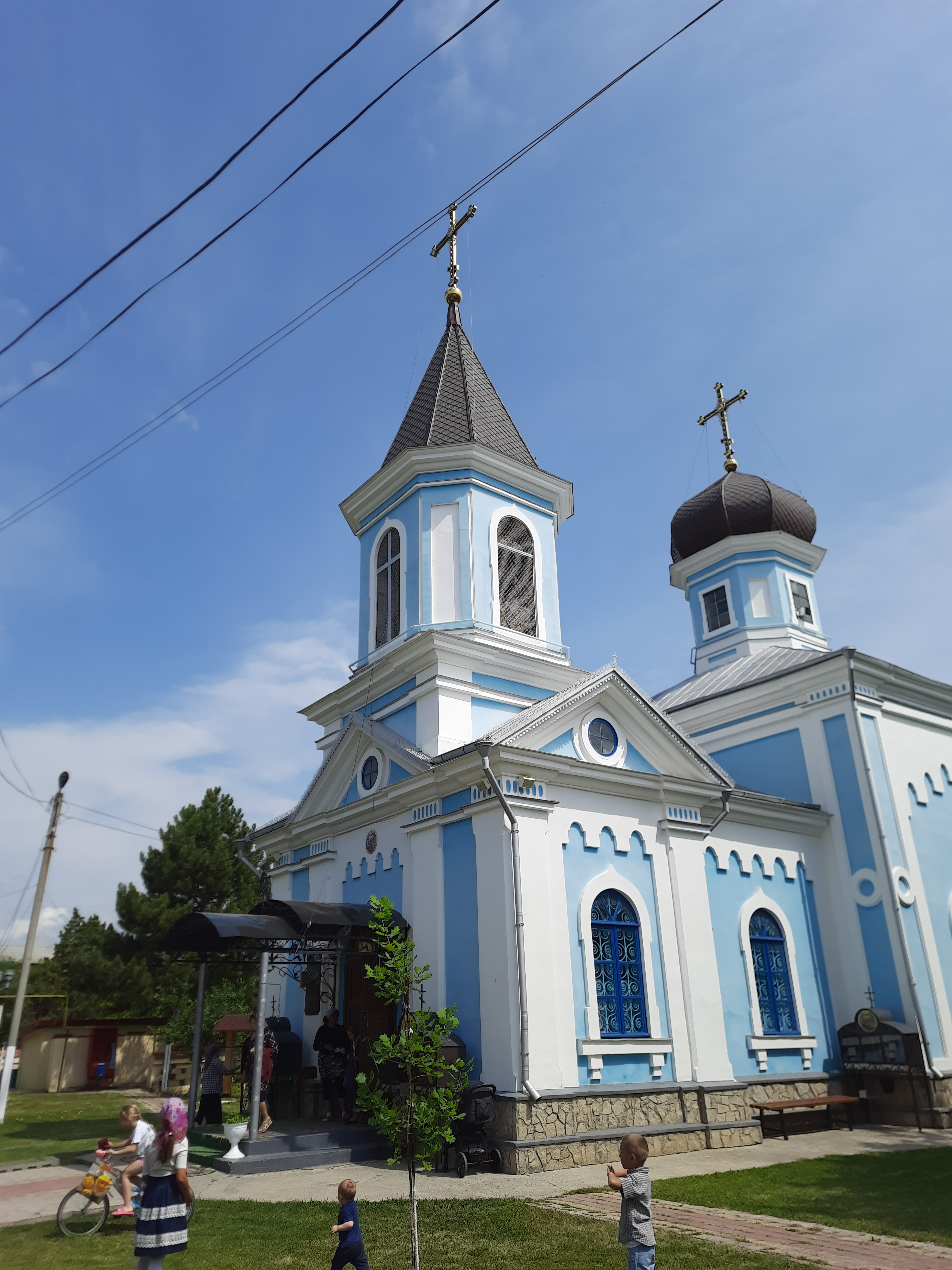
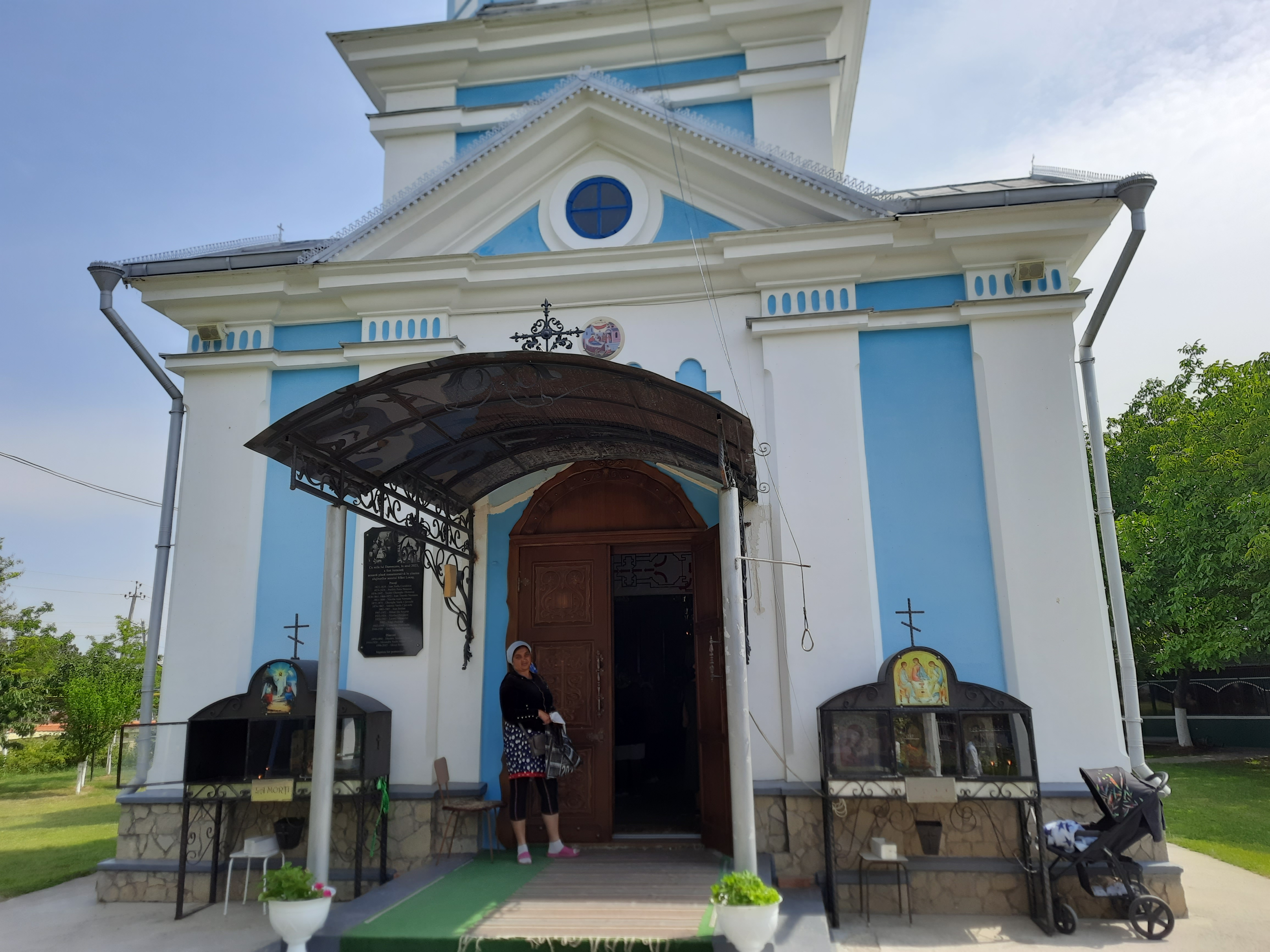
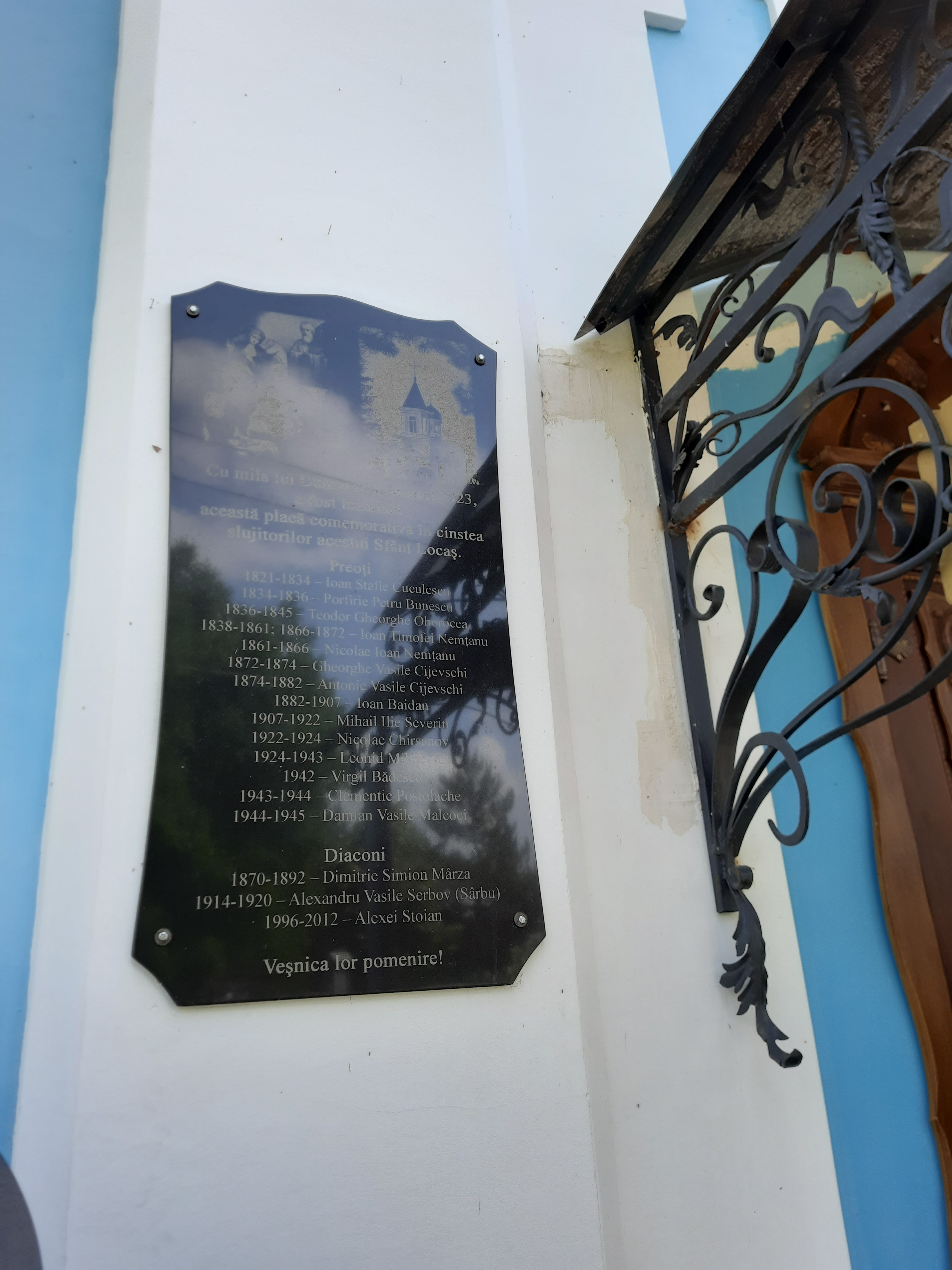
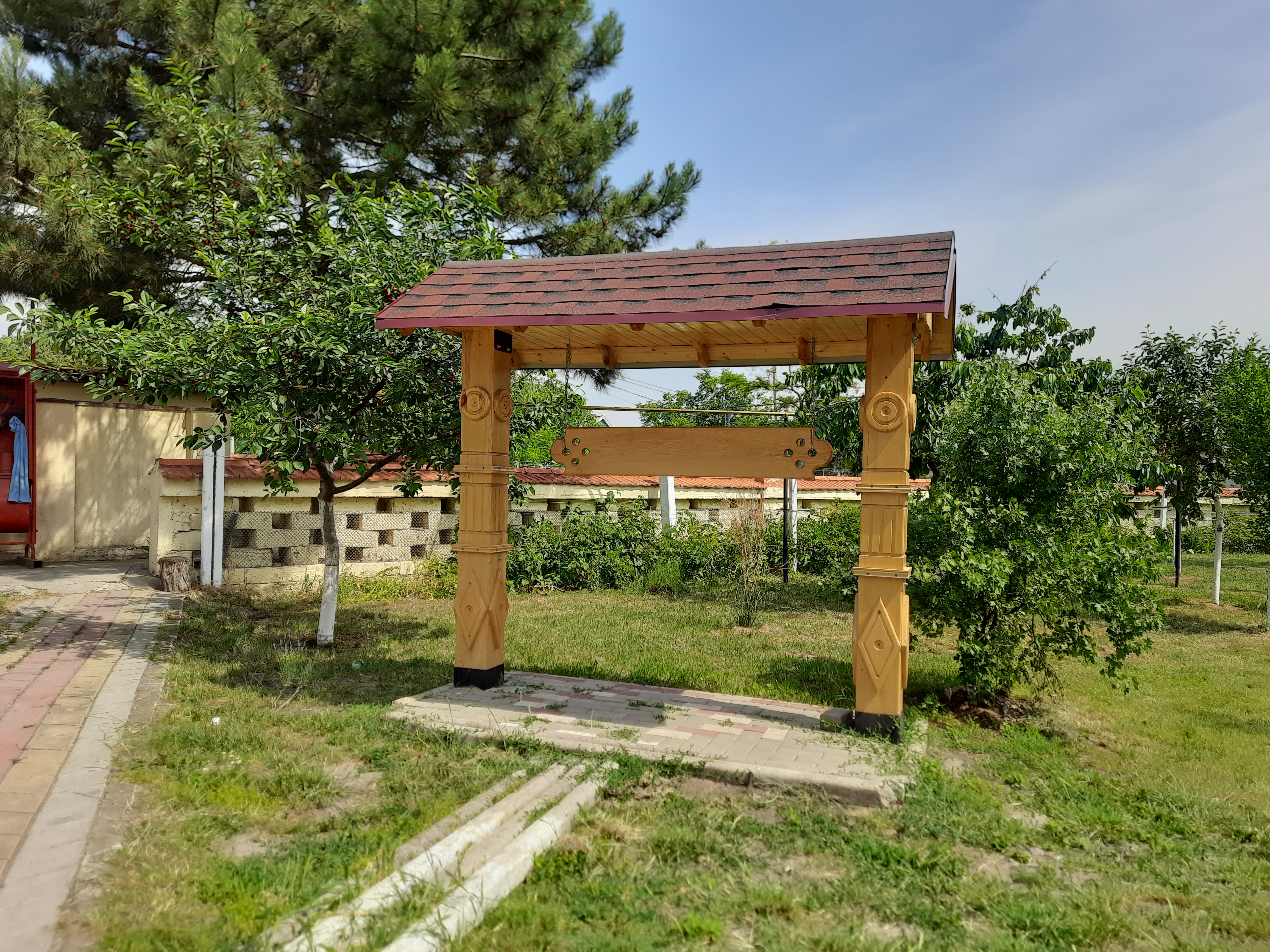

Biserica „Nașterea Maicii Domnului” din localitate, monument ocrotit de stat.
Alte locuri

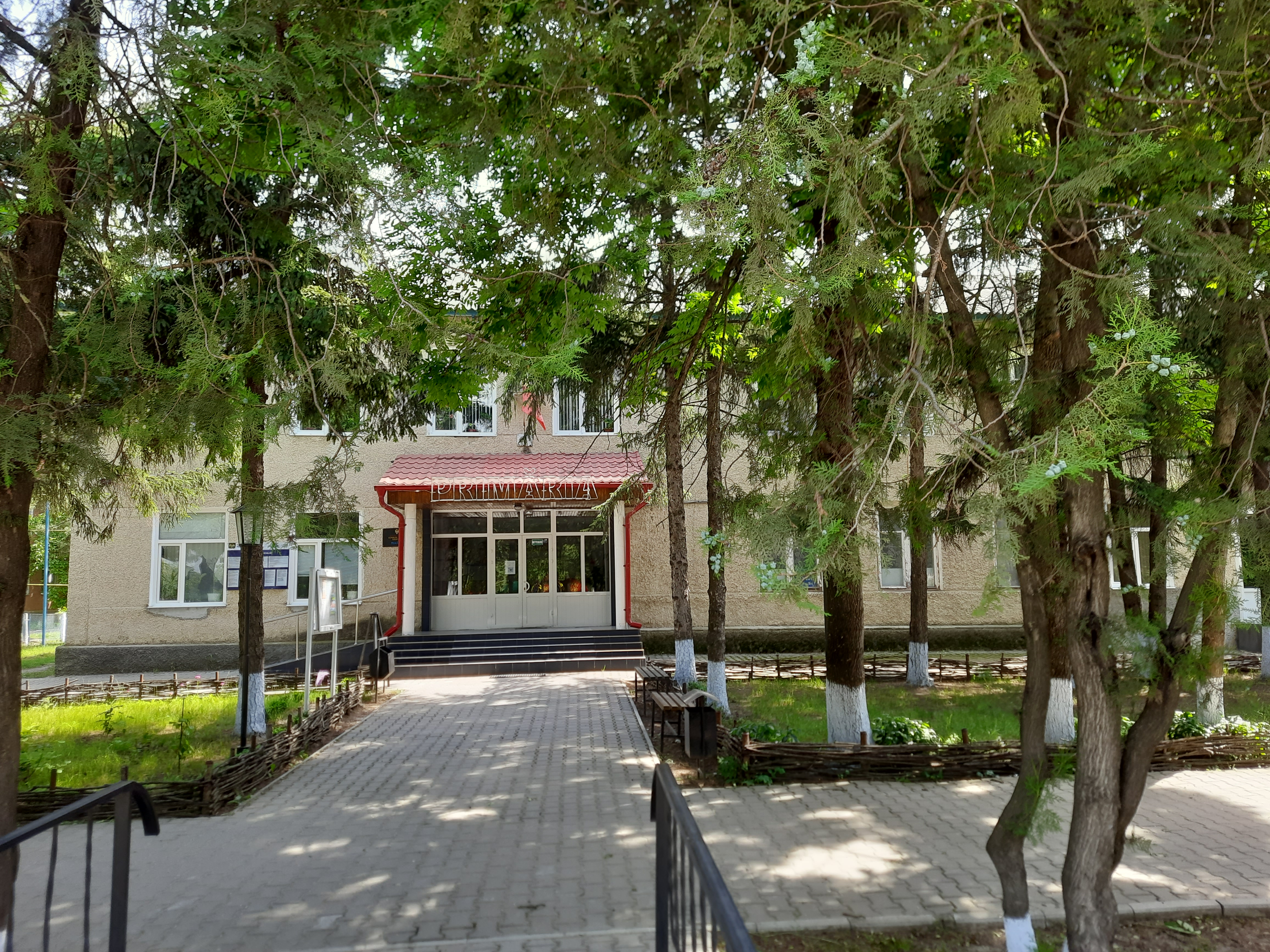
Primăria
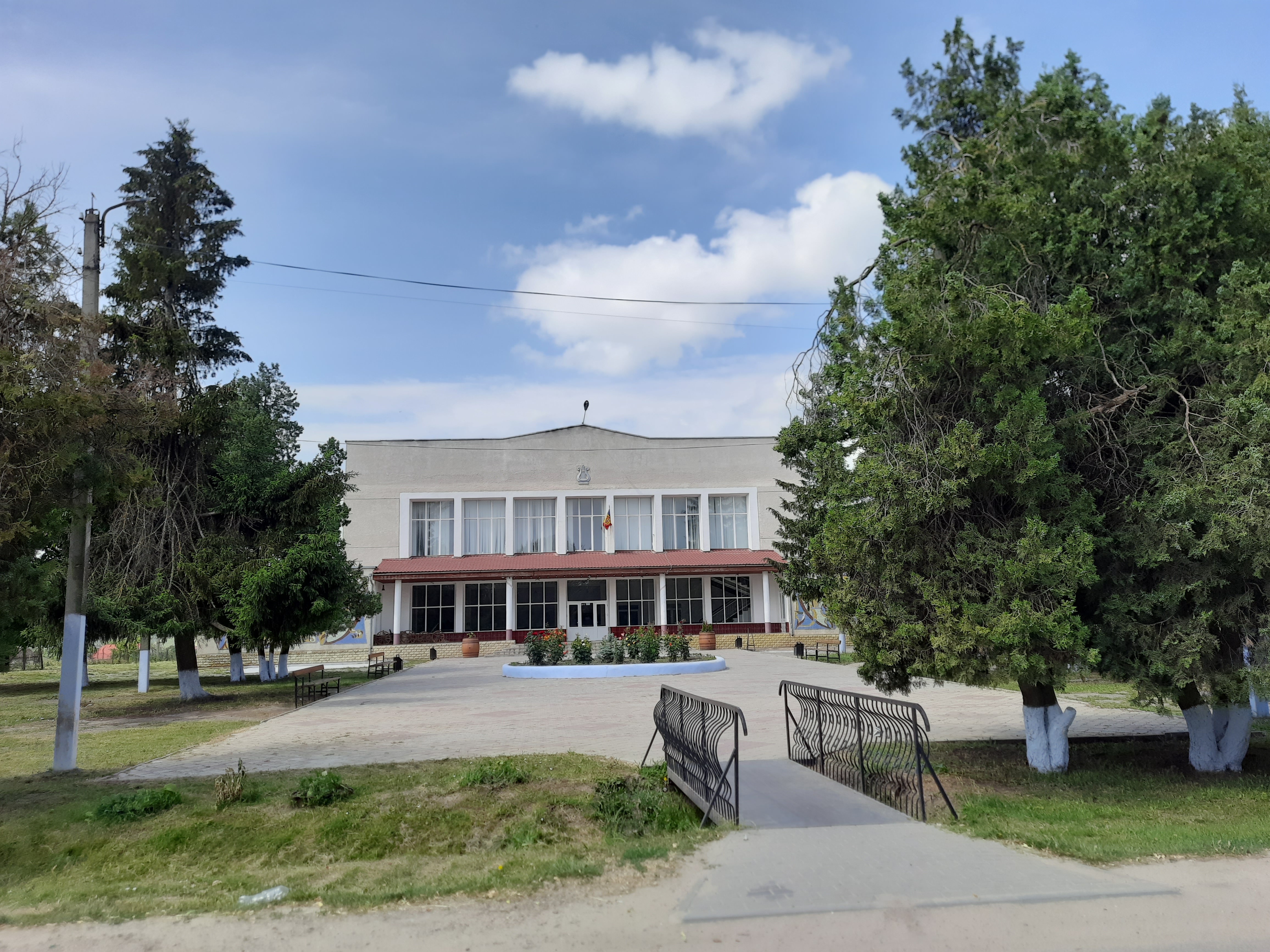
Casa de cultură
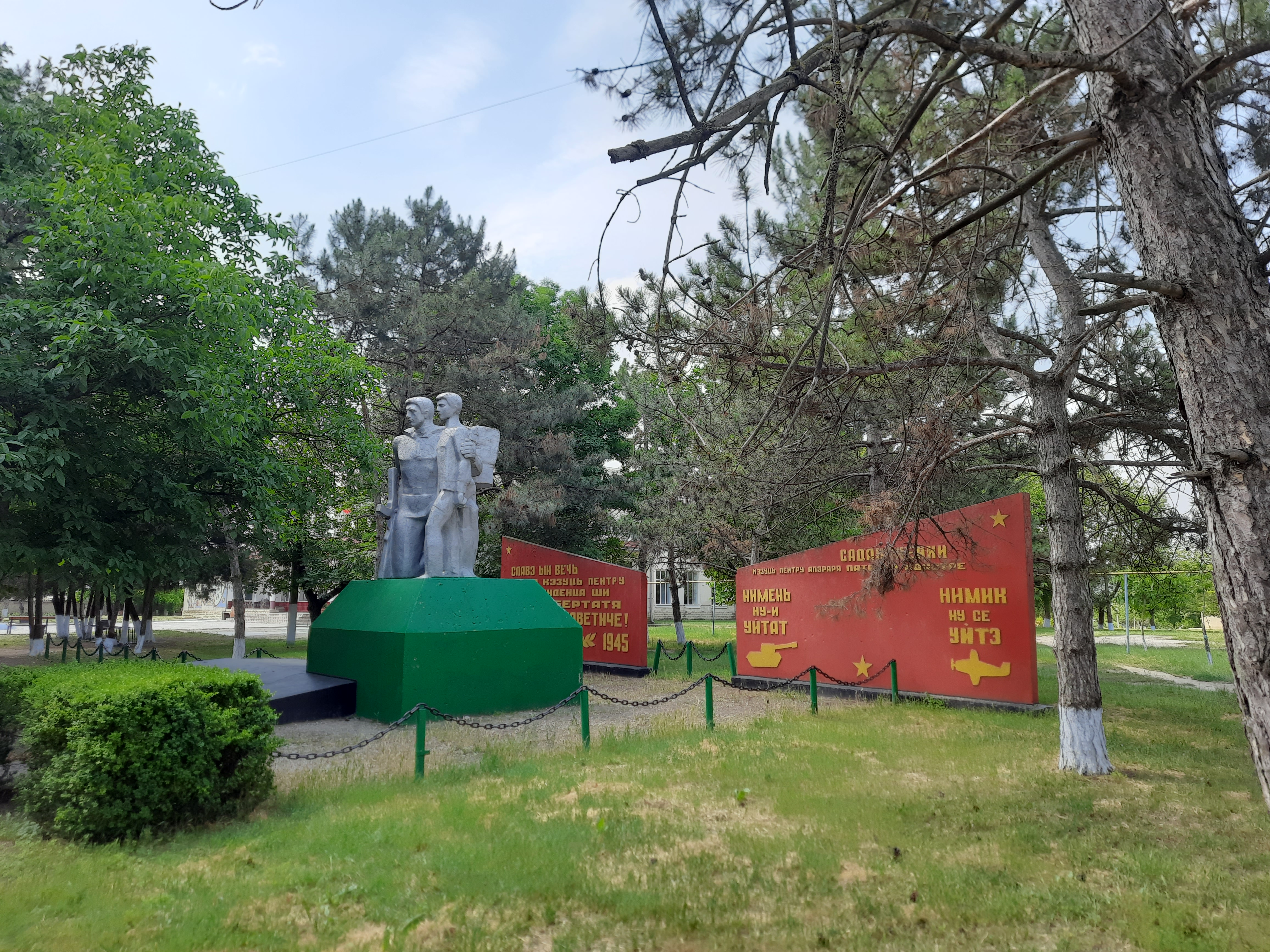
Monumentul în memoria consătenilor căzuți în Al Doilea Război Mondial.
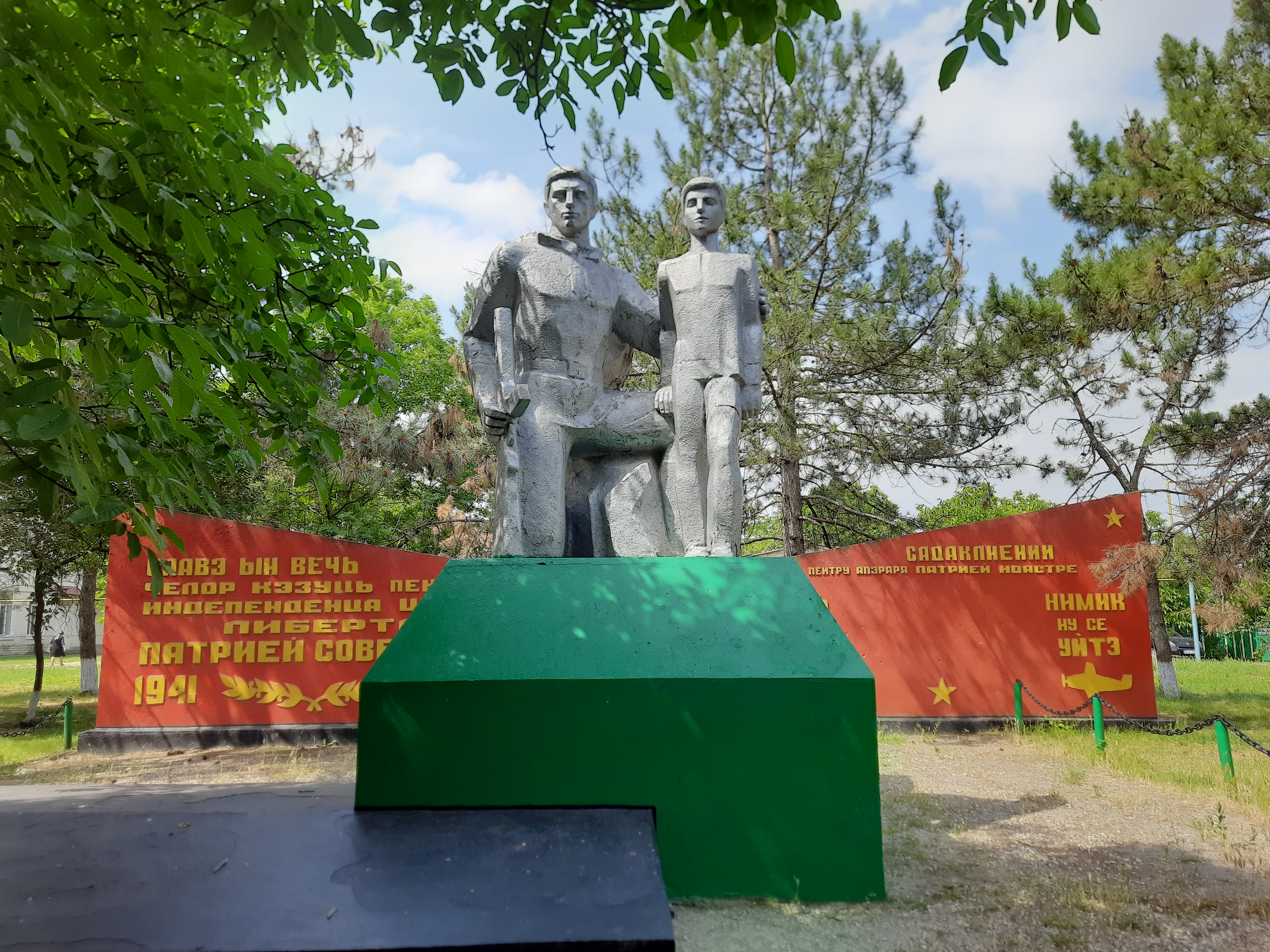

## Personalități
- Adrian Podoleanu (1928–2010), pictor român;
- Alexei Roibu (n. 1954), general și politician, fost director al Centrului pentru Combaterea Crimelor Economice și Corupției (2002-2004) și fost ministru al afacerilor interne (2011-2012).
- Iurie Cojocaru (n. 1971), artist plastic român;
- Vladimir Cebotari (n. 1980), jurist și politician, fost viceministru al Transporturilor și Infrastructurii Drumurilor, fost director general al întreprinderii de stat „Calea Ferată din Moldova”, fost ministru al Justiției.